# P4 Värmland

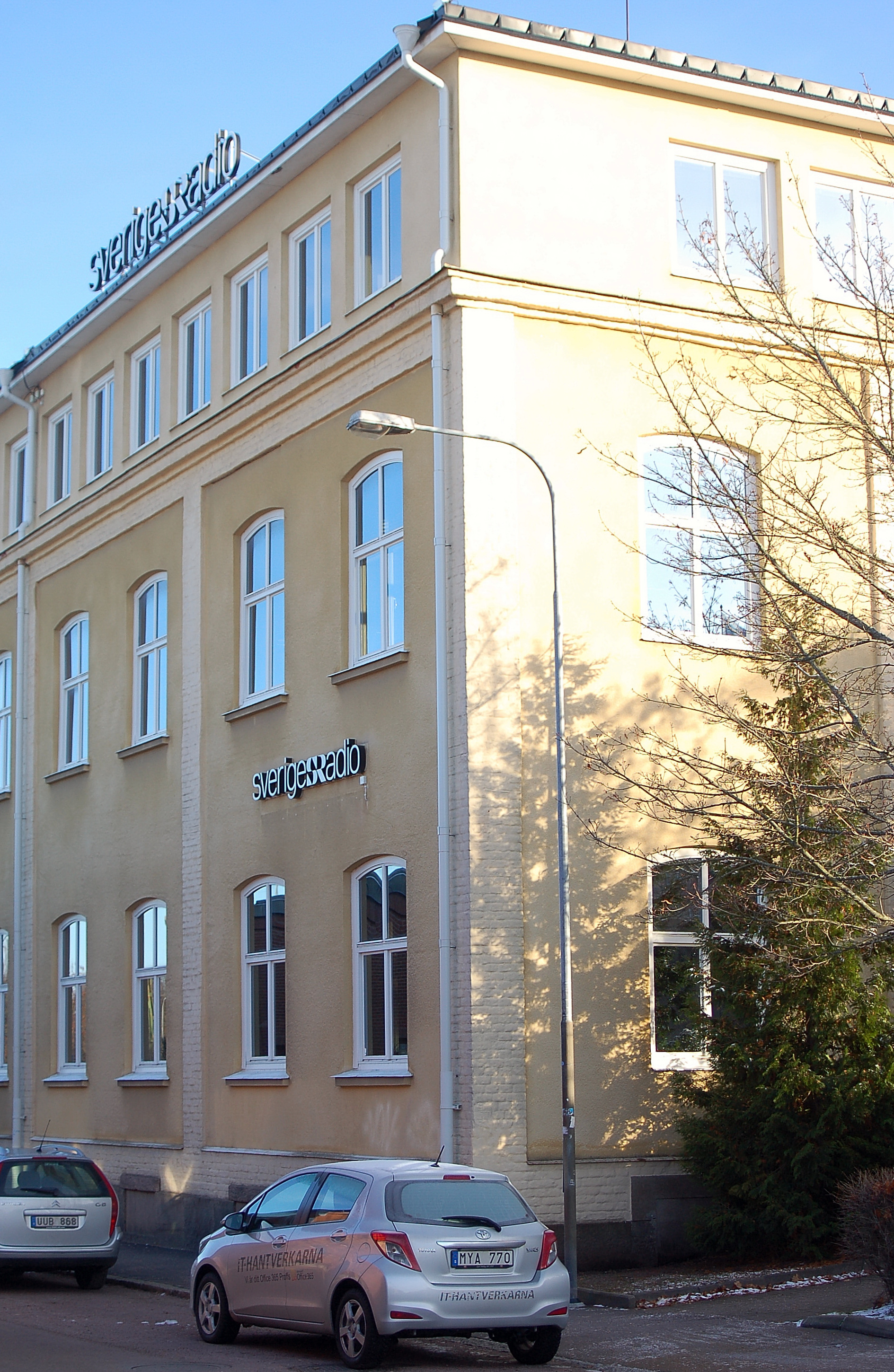
Sveriges Radio i Karlstad.

P4 Värmland är Sveriges Radios lokalradiostation som sänder över Värmlands län. Huvudredaktionen ligger på Verkstadsgatan 20 i Karlstad med en lokalredaktion på Alstigen 8 i Torsby.